# Peugeot T3
Der Peugeot T3 war ein am Ende des  Ersten Weltkrieges entwickelte französische Vollketten-Zugmaschine, bestimmt als Artilleriezugmaschine für leichte Geschütze sowie als Ackerschlepper.

## Geschichte
Im Frühjahr 1918 forderte General Frédéric-Georges Herr als Generalinspekteur der Artillerie eine leichte Kettenzugmaschine, die in der Lage sein sollte, die französische 75-mm-Kanone 97 auch im granatenzerwühlten Trichtergelände mit Munitionsprotze und aufgesessener Mannschaft zu ziehen. Vom
Ford 3-ton Special Tractor M1918 bestellte die französische Armee 2000 Stück, wollte aber auch ein geeignetes Fahrzeug im eigenen Land produzieren. Die Wahl fiel auf den Kettenschlepper Peugeot T3, der gerade für die Landwirtschaft entwickelt wurde. Ein Prototyp wurde bestellt und im Sommer 1918 getestet. Daraufhin bestellte man 5 Stück für eine ausgiebige Erprobung, ferner 500 weitere, die im Laufe des Jahres 1919 geliefert werden sollten. Die 5 Stück waren im Oktober 1918 fertig. Der Folgeauftrag über 500 Stück wurde allerdings im November 1918 nach Eintritt des Waffenstillstandes storniert.
Die 5 Vorserienfahrzeuge wurden im Frühjahr 1919 ausgiebig erprobt, das Modell verfiel dann jedoch der Ablehnung: Es sei zu schwer, unhandlich und umständlich zu bedienen. Angesichts des mittlerweile geschlossenen Friedensvertrages wurden auch neue Zugmaschinen für das Heer nicht mehr benötigt. Da man dann aber doch erkannte, dass man für die motorisierte Feldartillerie einen Kettenschlepper benötigte, wurde ab 1923 der Ara Alpha im französischen Heer eingeführt.
Peugeot versuchte daraufhin, den Traktor an Landwirte zu verkaufen. Zumindest Prototypen wurden gebaut, davon einer in Senlis im Oktober 1919 vorgeführt. Gleichwohl ging das Fahrzeug nicht in Serie. Andererseits wird (ohne näheren Nachweis) behauptet, für die Landwirtschaft seien einige Dutzend oder sogar 200 Stück gebaut worden.

## Technik

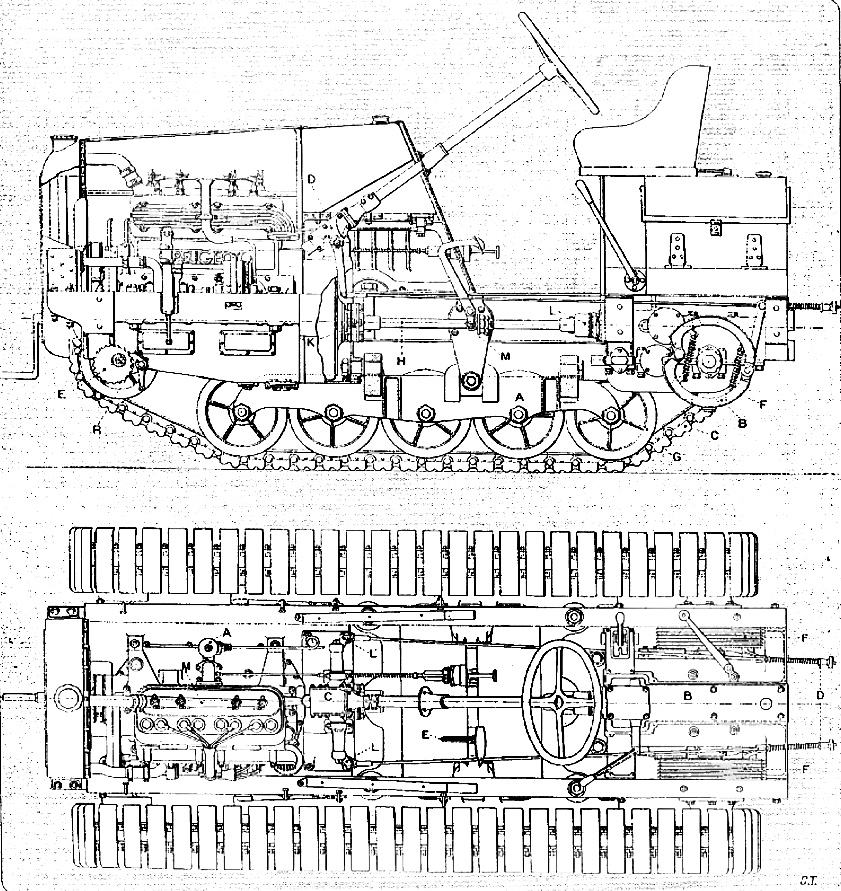
Peugeot T3 Konstruktionszeichnung

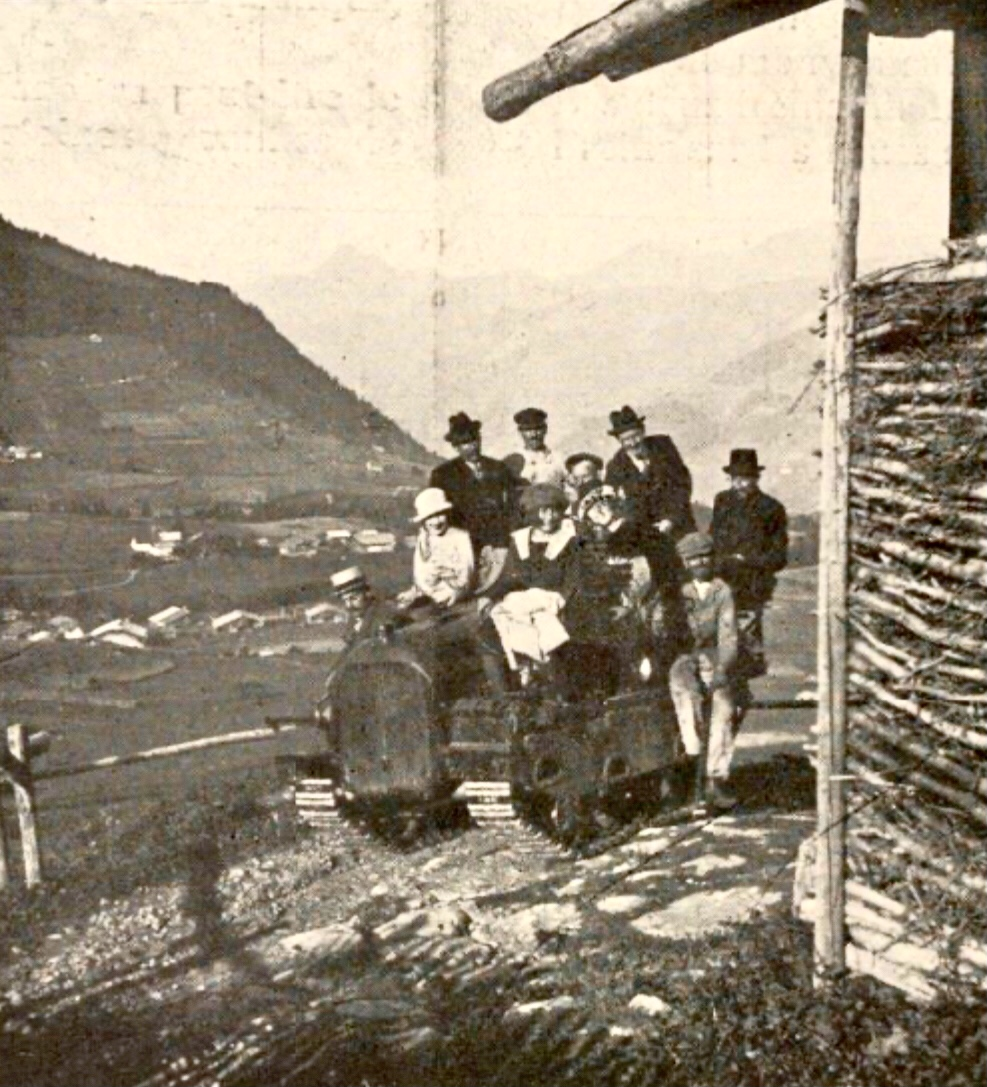
Der Peugeot T3 wurde neben dem landwirtschaftlichen Einsatz auch als Touristentransporter in den Alpen eingesetzt

Das Fahrgestell hatte auf jeder Seite 5 Laufrollen, die Führungsrolle war vorne, die Antriebsrolle hinten. Der Vierzylindermotor (Bohrung × Hub  100 × 150 mm) war mit dem der gleichzeitig gebauten LKW Peugeot 1515 und Peugeot 1525 identisch. Der Motor leistete 38 PS bei 1200/min. Für die sechsköpfige Bedienung des Geschützes  gab es Sitze links und rechts auf der Motorhaube. Auf feuchtem Boden sanken Geschütz und Protze leicht ein, der Schutzschild des Geschützes wirkte dann bremsend. Die Höchstgeschwindigkeit in den einzelnen Gängen betrug: 1. Gang 2,2 km/h, 2. Gang 4,0 km/h und im 3. Gang 6,7 km/h.